# SN 2007qo
SN 2007qo – supernowa typu Ia odkryta 1 listopada 2007 roku w galaktyce A014301-0056. W momencie odkrycia miała maksymalną jasność 22,50m.